# The Cock
The Cock è il primo album discografico del gruppo musicale new wave italiano Frigidaire Tango, pubblicato nel 1981 dalla Young Records.

## Il disco
In questo album, alcune tracce di basso sono del bassista uscente Steve Helbow, mentre le altre sono suonate da Dave Nigger. A questo primo lavoro ha partecipato anche il primo sassofonista Alex Strax.

## Tracce
Lato A
1. Dangerous Echo – 3:13
2. Any Time You Dress So Fine – 2:56
3. Blue & Pink – 5:30
4. Push – 1:49
5. Frigidaire Tango – 4:40

Durata totale: 18:08
Lato B
1. I'm Faster – 4:54
2. Black Curtains – 4:28
3. Tell Me Sometimes – 2:14
4. Nothing more – 1:50
5. Brain Rock – 2:51
6. A Citizen Came – 3:31

Durata totale: 19:48

## Formazione
- Charlie Out - voce
- Mark Brenda - tastiere
- Steve Dal Col - basso, chitarra
- Dave Nigger - basso
- Alex Strax - sassofono
- J.M. Le Baptiste - batteria